# Clancy Winchester
(Il commissario Winchester al figlio Ralph nel doppiaggio italiano)
Clarence Winchester, conosciuto anche come Clancy e indicato principalmente come Commissario Winchester (Clancy Wiggum nella versione originale), è un personaggio secondario della serie televisiva I Simpson, nella quale riveste il ruolo di commissario di polizia della città di Springfield.
Nella versione originale il suo cognome è Wiggum, cognome da nubile della madre di Matt Groening: inizialmente lo era anche nella versione italiana, ma poi è stato modificato in Winchester (come l'omonima marca di fucili) probabilmente per sottolineare la facilità con cui i poliziotti statunitensi usano le armi.
Nel doppiaggio italiano (ad opera di Enzo Avolio nelle prime quattro stagioni e poi di Angelo Maggi) ha un accento spiccatamente napoletano, mentre nella versione originale il doppiatore è Hank Azaria e la sua voce è ispirata a quella del giornalista David Brinkley, dell'attore Edward G. Robinson e del doppiatore Mel Blanc.

## Il personaggio
Estremamente ignorante e pasticcione, anche se in diverse occasioni si è dimostrato coraggioso, Winchester ha rischiato più volte il licenziamento a causa della sua pigrizia e dei conseguenti risultati scadenti. Nonostante la totale mancanza di professionalità, tuttavia, odia che qualcuno - superiori compresi - gli metta i piedi in testa.
Sempre accompagnato dagli inseparabili colleghi Lou ed Eddie, svolge raramente il suo dovere preferendo mangiare ciambelle e abusando spesso del potere derivante dalla sua carica. Decisamente obeso, ha i capelli blu (nelle prime stagioni neri) e la sua faccia ricorda vagamente quella di un maiale, anche per via del naso. In una puntata viene rivelato che è di origini irlandesi mentre in un'altra che da giovane soffriva di asma (sparito quando Mona Simpson assalta il laboratorio di virus di Montgomery Burns liberando una grande quantità di antibiotici, che investono anche il giovane Winchester mentre questi faceva da guardia).
Il suo esordio avviene nell'episodio della prima stagione L'odissea di Homer, in cui tiene un discorso sui graffiti di El Barto, del quale ha in mano un identikit, davanti al municipio di Springfield; non compare invece nei cortometraggi.
Dalla moglie Sarah ha avuto il piccolo Ralph, compagno di scuola di Lisa, con cui è molto affettuoso; per conoscere la futura consorte ha dovuto arrestarla inventandosi una scusa, perché si sentiva troppo timido e si vergognava ad approcciarla. Nella 31ª stagione, episodio La cicciona linea blu, Clancy dichiara a Marge di avere trentotto anni d'età; nell'episodio Il Bob vicino di casa su un disegno da lui realizzato, è riportata l'età di 43 anni.
È un membro dei Tagliapietre mentre il padre Iggy ha fatto parte dello squadrone Pescediavolo battagliero durante la seconda guerra mondiale.